# カルベン (都市)
カルベン (ドイツ語: Karben, ドイツ語発音: [ˈkarbn̩]) は、ドイツ連邦共和国ヘッセン州ヴェッテラウ郡に属す市である。オーカルベン地区、クライン＝カルベン地区、グロース＝カルベン地区をニッダ川が流れている。

## 地理

### 位置
カルベンは、ヴェッテラウの南端、海抜 110 m に位置する。

### 隣接する市町村
カルベン市は、北はロスバッハ・フォア・デア・ヘーエ、ヴェルシュタットおよびニッダタール（いずれもヴェッテラウ郡）、東はニッデラウ、南東はシェーネックおよびニーダードルフェルデン（以上3市町村はマイン＝キンツィヒ郡）、南はバート・フィルベル、南西はフランクフルト・アム・マイン、西はバート・ホムブルク・フォア・デア・ヘーエおよびフリードリヒスドルフと境を接する。

### 市の構成
カルベンは、ブルク＝グレーフェンローデ、グロース＝カルベン、クライン＝カルベン、クロッペンハイム、オーカルベン、ペッターヴァイル、レンデルの各市区で構成されている。7つの市区はそれぞれ市区町を代表とする地区審議会を有している。人口が最少の市区はブルク＝グレーフェンローデ、面積が最小の市区はクロッペンハイムである。人口最大の市区はクライン＝カルベン、面積が最大の市区はグロース＝カルベンである。
| 市区                       | 面積 (ha) | 人口 (人) |
| -------------------------- | --------- | --------- |
| ブルク＝グレーフェンローデ | 466       | 1,363     |
| グロース＝カルベン         | 826       | 4,769     |
| クライン＝カルベン         | 525       | 5,922     |
| クロッペンハイム           | 399       | 2,079     |
| オーカルベン               | 684       | 3,320     |
| ペッターヴァイル           | 678       | 3,497     |
| レンデル                   | 817       | 2,341     |

カルベンは、ヘッセン州の地域再編に基づいて成立した都市に典型的な構造を有している。かつては独立していた町村が合併して成立したため、都会的な中心部は今日に至るまで形成されていないのである。住民たちは、長い間、それぞれの地区やバート・フィルベルやハーナウといった近隣の街で仕事に就いていた。ルイーゼンタール通りとバーンホーフ通りとの交差点がロータリー交差点に改造され、2013年にレーヴェ＝マーケットがオープンした後、次第に中心街が形成されつつある。現在も空き地が残る市の西部や北部に新たな中心街を開発すべきかどうかという議論がなされている。

## 歴史

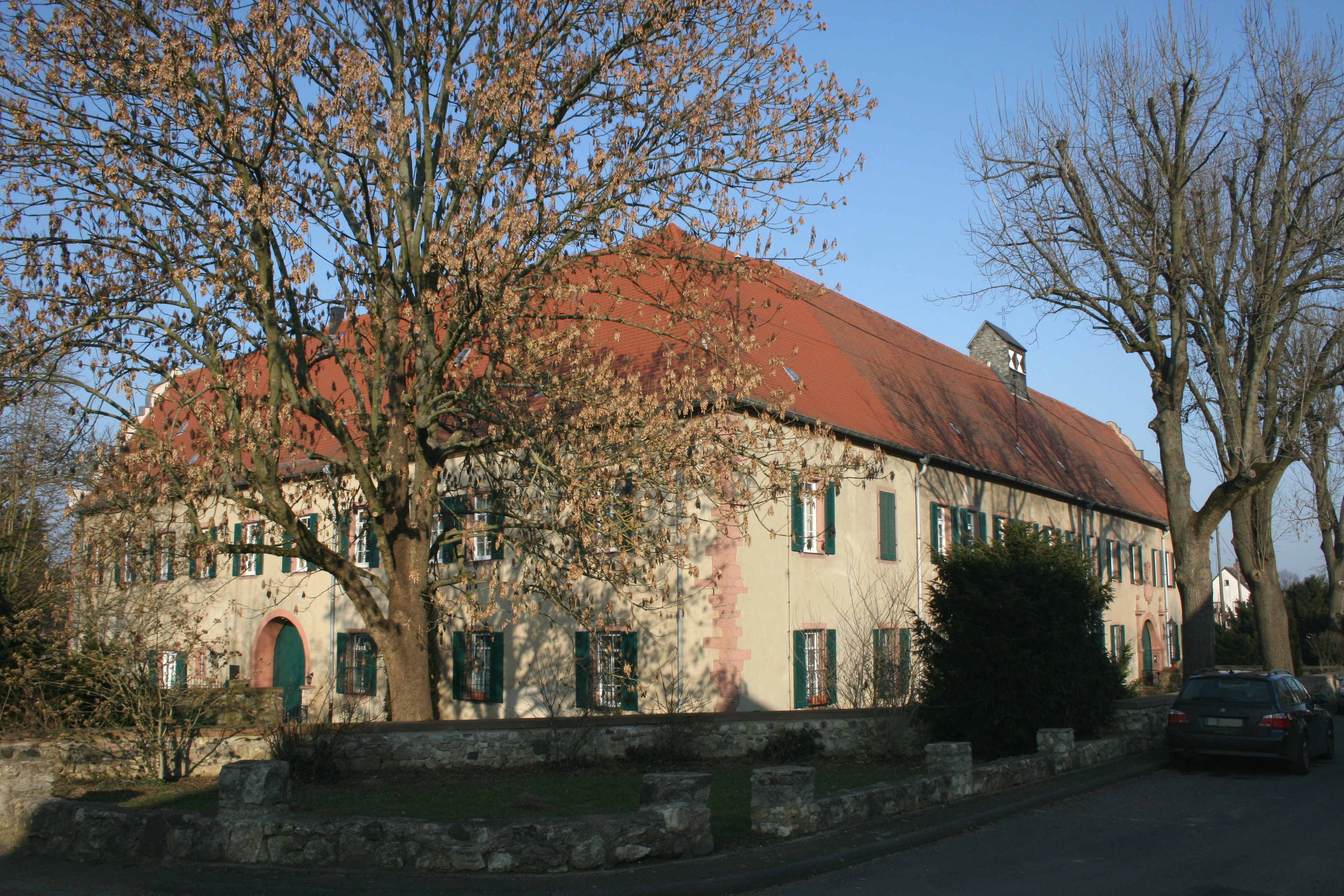
クロッペンハイム城

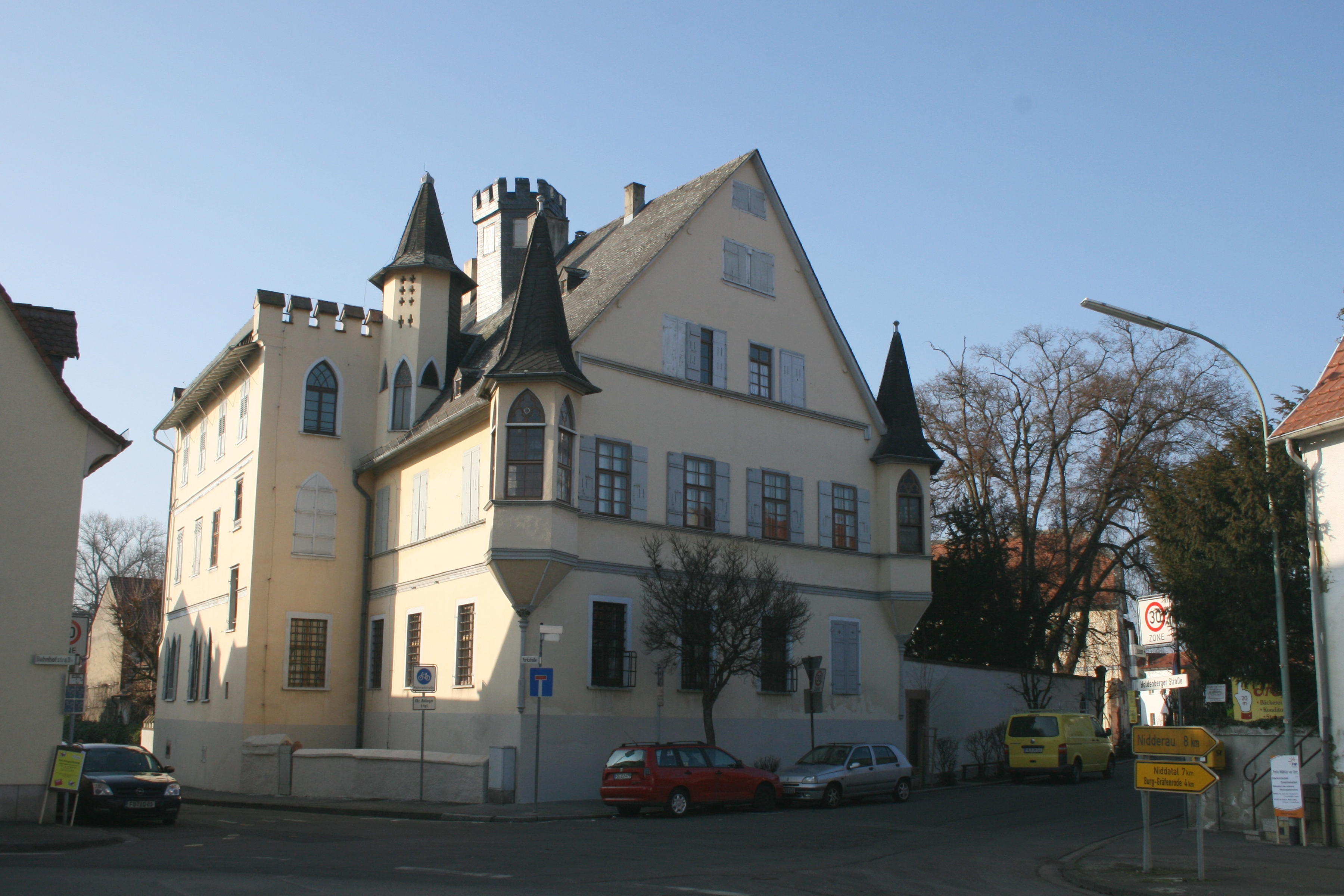
レオンハルディ城

カルベン市は、ヘッセン州の地域再編に基づき、1970年7月1日に、それまで独立した町村であったグローセン＝カルベン、クライン＝カルベン、クロッペンハイム、オーカルベン、レンデルが合併して成立した。「カルベン」という地名は 9世紀にまで遡り、827年にロルシュ修道院、ヘルスフェルト修道院、フルダ修道院の財産目録に記述されている。レンデルは、774年に Rantuvilre として最初の記録が遺されているカルベンで最も古い集落である。シュタウフェン朝時代に現在のレンデル区に帝国領が設けられた。この所領はその後、ミュンツェンベルク城、カイヒェン秘密裁判所、フリートベルク城、ヘッセン大公に属した。オーカルベンは、かつては Akarben と呼ばれ、ローマ時代のカストラがあった場所に建設された。
中世には、街の名の由来となった貴族家が 2系統あった。フォン・カルベン家とドゥーゲル・フォン・カルベン家である。両家は帝国城砦フリートベルク城の城吏で城伯であった。クロッペンハイムには、13世紀以降ドイツ騎士団の騎士修道会管区が設けられており、後にドイツ騎士団の城館クロッペンハイム城が建設された。グロース＝カルベン市区のレオハルディ貴族家の屋敷と同様に、地元ではこの建物を現在「シュロス」（城館）と呼ばれている。ブルク＝グレーフェンローデ市区には「オーバーブルク」（直訳すると「上の城砦」）がある。オーカルベン、ペッターヴァイル、グロース＝カルベンの間にあった集落ヒュルスホーフェンは、15世紀または16世紀に廃村となった。
ブルク＝グレーフェンローデは1971年12月31日に合併した。1972年8月1日にはさらにペッターヴァイルが合併した。このように拡大したこの自治体は、ディーツェンバッハやノイ＝アンシュパッハと並んで、フランクフルト・アム・マインの門前に位置する田園地方の模範的な発展の重心となっている。カルベンに対しては、人口 3万人から 5万人が見込まれているが、2015年現在時点ではまだ達成されていない。

### 市町村合併
- 1970年7月1日: クライン＝カルベン、グロース＝カルベン、クロッペンハイム、オーカルベン、レンデルが合併
- 1971年12月31日: ブルク＝グレーフェンローデが合併
- 1972年8月1日: ペッターヴァイルが合併[10]

## 行政

### 市議会
2011年3月27日の市議会議員選挙以降、カルベン市議会は 37議席で構成されている。

### 首長
カルベン市長はギード・ラーン (CDU) である。彼は、2009年9月27日の選挙で市長に選出され、2010年4月1日にSPDのローラント・シュルツの後継として市長に就任した。これによりラーンは、カルベン市初のCDUの市長となった。

### 姉妹都市
- クルノフ（チェコ語版、英語版）（チェコ、モラヴィア・スレスコ州）1993年
- ルイーゼンタール（ドイツ語版、英語版）（ドイツ、テューリンゲン州）1992年
- ラモンビル＝サン＝タニュ（フランス語版、英語版）（フランス、オート＝ガロンヌ県）
- サン＝テグレーヴ（フランス語版、英語版）（フランス、イゼール県）[14]

## 経済と社会資本

### 交通
カルベンは、フランクフルト/ライン＝マイン大都市圏内、フランクフルト・アム・マインの北約 15 km の、タウヌス山地とフォーゲルスベルク山地との間のニッダ川沿いに位置している。本市は、連邦道 B3号線を介してフランクフルト・アム・マインとギーセンとを結ぶ交通軸に接続している。最寄りのアウトバーンのインターチェンジは、北に A5号線のフリートベルク・インターチェンジ (No. 16)、南に A661号線のプロインゲスハイム・ジャンクション (No. 8) がある。さらにマイン＝ヴェーザー鉄道がカルベン市内を通っている。市内には、クロッペンハイム市区東端のグロース・カルベン駅（ドイツ語: Bahnhof Groß Karben）の他に、オーカルベンにも駅がある。両駅は、近隣の長距離鉄道発着駅であるフランクフルト中央駅や、分岐駅であるフリートベルク駅とSバーンS6号線で結ばれている。
地域の市バス網は、バス路線07号線（フリートベルク - グロース＝カルベン）、73号線（ペッターヴァイル（一部バスはロスバッハ） - グロース＝カルベン）、74号線（レンデル（一部バスはグローナウ） - グロース＝カルベン）の 3路線がある。これらは路線バスとして運行されているが、夜にはオンデマンドバスに変更される。2012年12月以降、1:30から 3:30までの間、カルベンとバート・フィルベルやフランクフルト・アム・マインとを結ぶ夜行バスが運行されている。また、2014年6月からは、既存のバート・ホムブルクとケーニヒシュタインとを結ぶ路線を延長した高速バス路線があり、60分間隔でカルベンとバート・ホムブルクとを結んでいる。近隣市町村とのバス路線開発がなされているが、フランクフルトとペッターヴァイルとを結ぶバス路線 65号線は乗客不足のために廃止された。

### 北バイパス道路
1970年代以降、グロース＝カルベンのバーンホーフ通りの交通量増加のため、州道 L3351号線や郡道 K246号線に接続し交通負荷を軽減させる北バイパス道路の建設が望まれた。ヘッセン州は2010年頃にこの計画を認可したが、優先順位表には掲載されなかった。建設計画を促進するために、カルベン市当局は 1620万ユーロの建設費の事前投資の契約を2012年5月に締結した。3.2 km のバイパス道路は考古学調査の後、2012年5月初頭から始まった。数本の橋梁建設のため約 4年の工期が見込まれた。路線の北に隣接する土地の所有者はこのプロジェクトに対し初めは抵抗したが、カルベン市の資金で防音壁が設けられた。狭い田舎道であるバーンホーフ通りの交通量は約 15,000台/日であるが、北バイパス道路の開通後は 5,000台/日以下に減少する計画である。
建設工事は、3つの工事区間に分かれており、第1期区間は 2014年末に完成し、2016年末までには北バイパス道路全線が完成する予定であった。第1期工事はほぼ半年遅れで完了したが、その後の工事完了時期については、2015年4月現在未定の状態にある。

### 地元企業
- コンチテク・テクノ＝ケミー GmbH、自動車部品製造業者コンチネンタルのカルベン工場
- ケーニヒ + ノイラート AG
- ラップス・ケルテライ GmbH ラップス
- コンチネンタル VDO
- サティス & fy AG
- ESAB カッティング・システムス GmbH
- ACCURA メディツィーンテクニーク GmbH

### 教育
- クルト＝シューマッハー＝シューレ、ギムナジウム上級学年を含む総合学校、グロース＝カルベン市区
- ゼルツァーバッハシューレ、基礎課程学校、クライン＝カルベン市区
- ペスタロッツィ＝シューレ、基礎課程学校、グロース＝カルベン市区
- アム・レーマーバート基礎課程学校、オーカルベン市区
- ペッターヴァイル基礎課程学校
- クロッペンハイム基礎課程学校
- バート・フィベル/カルベン音楽学校
- ジュートヘッセン職業訓練所
- 市立図書館、本館と2つの分館があり、約4万点のメディアを所蔵している。

## 文化と見所

### 自然文化財

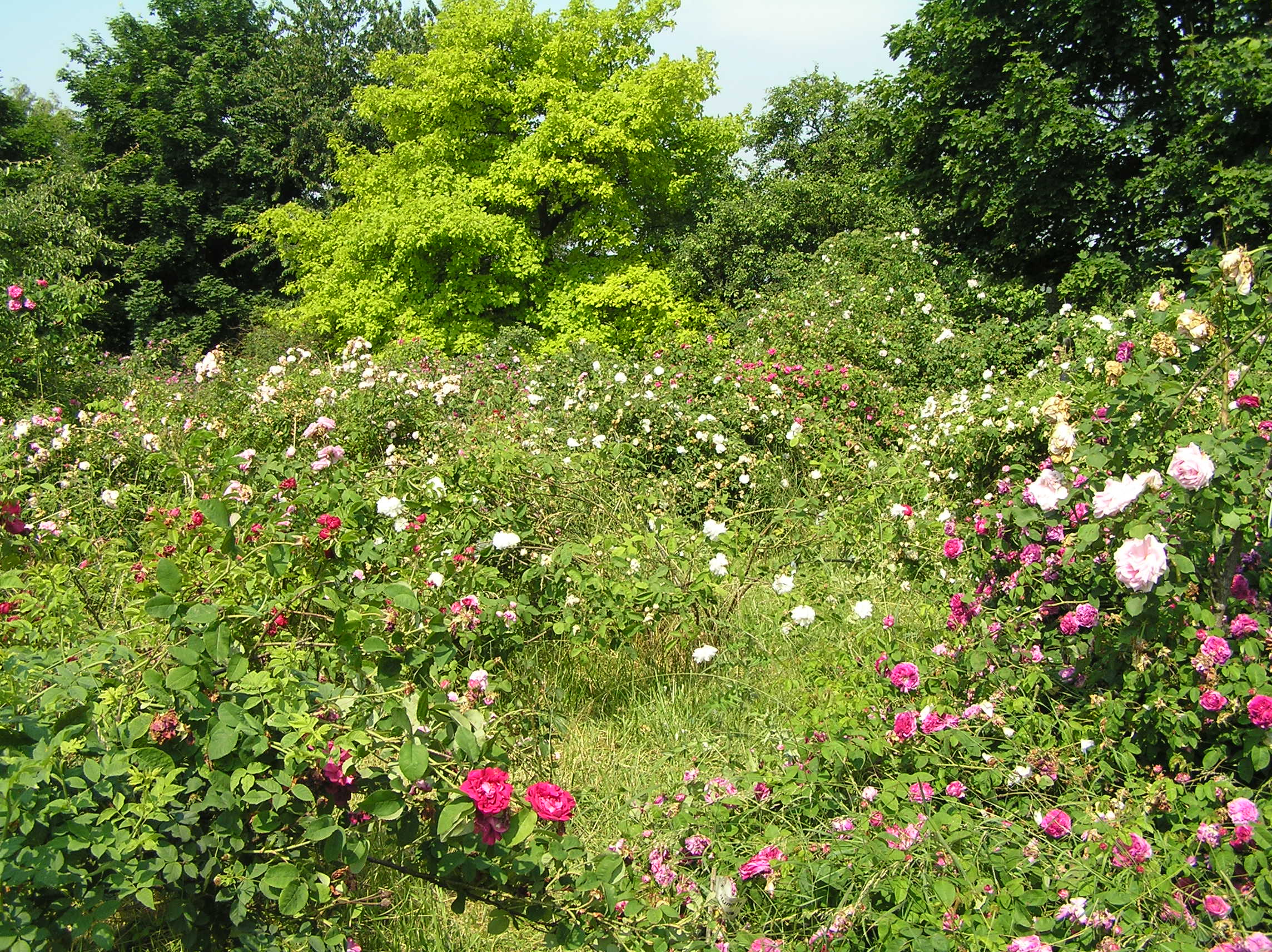
カルベン・バラの斜面

#### カルベン・バラの斜面
町の墓地の高台にカルベンのバラの斜面がある。広さ約 5,000 m2 の老木の木立の土地に、1993年から700本以上の様々な歴史的なバラが植えられた。自由に立ち入ることができるこのバラの斜面は古典的な意味でのバラ園ではない。バラは自然のままの環境で栽培され、自然な生育の形を見せている。栽培されている古い種類のバラの多くは、1年のうち同時に開花期となる。特に6月には、このバラの斜面は花と香りの海となる。2001年以降、6月にはバラフェストが開催されている。

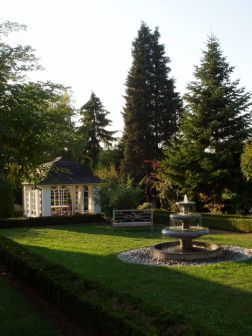
ジースマイヤー・パーク

#### ジースマイヤー・パーク
カルベンには、フランクフルトの著名な造園家フランツ・ハインリヒ・ジースマイヤー（1817 - 1900）が作庭した公園もある。グロース＝カルベンで育ったこの造園芸術家は、生涯に 300もの公園や庭園を創作した。フランクフルトのパルメンガルテン（椰子庭園）も彼の作品である。彼の作品の特徴は、特に水の遊戯性と集約的な景観軸にある。彼の名を冠したこのジースマイヤー・パークにもその両者が見られる。この公園は一般公開されている。2012年に廃業した地元の庭園家具販売業者ヴィルヘルム・トラバントが、かつては展示場として利用していた。

### 地質学文化財
2006年10月、フランクフルト大学地質学科、ヘッセン州環境・地質学局、ヘッセン州文化財保護局、カルベン市当局によって、クライン＝カルベン市区とレンデル市区との間に地質学的文化財（ゲオトープ）が指定された。これはヘッセン州文化財保護法 § 19 に基づく古生物学上の埋蔵文化財である。
このゲオトープでは地層や化石が観察できる。これらは、2300万年前にライン＝マイン地方を覆っていたヴェッテラウ湖から形成されたものである。ゲオトープの西側が剥き出しになった斜面は、最後の氷期にわずかな黄土が吹き飛ばされて形成されたものである。このため、表土はごくわずかであり、地中の岩盤に容易に到達する。こうした特徴は研究調査が行い易いため、研究者に好まれている。

## 人物

### ゆかりの人物
- ハインリヒ・ジースマイヤー（1817年 - 1900年）造園家。グロース＝カルベンで育った。
- ディートリヒ・ヴァイゼ（ドイツ語版、英語版）（1934年 - ）サッカー選手、コーチ。カルベン在住。

## 関連図書
- Magistrat Stadt Karben (Hrsg.): Karben – Geschichte und Gegenwart. Lilienwald Verlag, Karben 1973, ISBN 3-88004-000-1
- Michael Keller und Herfried Münkler (Hrsg.): Die Wetterau – Landschaft zwischen Tradition und Fortschritt. Verlag Sparkasse Wetterau, Friedberg 1990, ISBN 3-924103-06-2

## 引用
1. ↑  Hessisches Statistisches Landesamt: Bevölkerung in Hessen am 31.12.2023 (Landkreise, kreisfreie Städte und Gemeinden, Einwohnerzahlen auf Grundlage des Zensus 2011)]
2. ↑  Max Mangold, ed (2005). Duden, Aussprachewörterbuch (6 ed.). Dudenverl. p. 454. ISBN 978-3-411-04066-7
3. 1 2  Karben.de - Daten und Fakten（2015年9月2日 閲覧）
4. 1 2  Detlrf Sundermann: Karben: Neuer Wachstumsschub, Frankfurter Rundschau 2012年6月6日付け（2015年9月2日 閲覧）
5. 1 2  Karben - Geschichte & Stadtteile（2015年9月3日 閲覧）
6. 1 2  Karben - Geschichte: Rendel（2015年9月3日 閲覧）
7. ↑  Karben - Geschichte: Okarben（2015年9月3日 閲覧）
8. ↑  Historisches Ortslexikon - Hulshofen, Landesgeschichtliches Informationssystem Hessen (LAGIS)（2015年9月3日 閲覧）
9. ↑  Karben - Geschichte: Burg-Gräfenrode（2015年9月3日 閲覧）
10. 1 2  Statistisches Bundesamt (Hrsg.): Historisches Gemeindeverzeichnis für die Bundesrepublik Deutschland. Namens-, Grenz- und Schlüsselnummernänderungen bei Gemeinden, Kreisen und Regierungsbezirken vom 27. Mai 1970 bis 31. Dezember 1982. W. Kohlhammer GmbH, Stuttgart und Mainz 1983, ISBN 3-17-003263-1, S. 359 bis 361.
11. ↑  Dennis Pfeiffer-Goldmann: Karbens Mitte wird komplettiert, Frankfurter Neue Presse 2014年2月27日付け（2015年9月3日 閲覧）
12. ↑  ヘッセン統計局: 2011年3月27日のカルベン市議会議員選挙結果（2015年9月3日 閲覧）
13. ↑  ヘッセン州統計局: 2009年9月27日のカルベン市長選挙結果（2015年9月3日 閲覧）
14. ↑  Karben - Städtepartnerschaften（2015年9月4日 閲覧）
15. ↑  Bruno Rieb: Neue Nachtbuslinie: Gut für Unfallbilanz und Umwelt, Frankfurter Rundschau 2012年12月10日付け（2015年9月4日 閲覧）
16. ↑  Neue Schnellbuslinie von Königstein nach Karben – Umsteigefreie Fahrt zwischen Taunus und Wetterau spart Zeit, Rhein-Main-Verkehrsverbund 2014年6月25日付け（2015年9月4日 閲覧）
17. ↑  Das Aus für den Petterweil-Bus, Taunus Zeitung 2011年11月5日付け（2015年9月4日 閲覧）
18. ↑  Andreas Groth: Karben - Projekte in Karben（2015年9月5日 閲覧）
19. ↑  Karben: Nordumgehung mit Hürden, Frankfurter Rundschau 2015年3月24日付け（2015年9月5日 閲覧）
20. ↑  Dennis Pfeiffer-Goldmann: Nordumgehung Karben: Fertig! Doch keiner darf fahren, Frankfurter Neue Presse 2015年4月15日付け（2015年9月5日 閲覧）
21. ↑  Rosenhang in Karben（2015年9月5日 閲覧）